# Jurij Szergejevics Molcsan
Jurij Szergejevics Molcsan (oroszul: Юрий Сергеевич Молчан) (Tiraszpol, 1983. április 8. –) Európa-bajnok, olimpiai bronzérmes orosz tőrvívó.